# Baja Verapaz
Baja Verapaz is een departement van Guatemala, gelegen in het midden van het land. De hoofdstad van het departement is Salamá.
Het departement bestrijkt een oppervlakte van 3124 km² en heeft 299.476 inwoners (2018).

## Gemeenten
Het departement is ingedeeld in acht gemeenten:
- Cubulco
- Granados
- Purulhá
- Rabinal
- Salamá
- San Jerónimo
- San Miguel Chicaj
- Santa Cruz El Chol

Alta Verapaz · Baja Verapaz · Chimaltenango · Chiquimula · El Progreso · Escuintla · Guatemala · Huehuetenango · Izabal · Jalapa · Jutiapa · Petén · Quetzaltenango · Quiché · Retalhuleu · Sacatepéquez · San Marcos · Santa Rosa · Sololá · Suchitepéquez · Totonicapán · Zacapa